# Marika Cobbold Hjörne
Marika Cobbold Hjörne, född i Göteborg, är en svensk-brittisk, engelskspråkig författare.
Hon är dotter till Lars Hjörne och Anne Gyllenhammar (1930–2016) och syster till Peter Hjörne. Marika Cobbold Hjörne växte upp i Göteborg, men flyttade vid 19 års ålder till Storbritannien. Hon bor idag i London.
Hon debuterade 1993 med romanen Guppy till kvällsmat.
1997 var Cobbold Hjörne värd för radioprogrammet Sommar.